# Eugène de Kermadec
Eugène de Kermadec, född 21 maj 1899, död 12 april 1976, var en fransk målare.
Eugène de Kermadec arbetade även som skulptör. Han började måla i fauvistisk stil, övergick efterhand till en geometriskt abstraherande stil och slutligen till ett spontant, halvabstrakt måleri med tunn, flytande färg, lagd i stora, fria färgytor. Den rytmiska teckningen i svarta linjer var vanligen utförd helt oberoende av färgplanens begränsning. Kermadecs kolorit var ljus och lätt. Han målade med förkärlek kvinnliga modeller.